# Baliga pterostigma
Baliga pterostigma är en insektsart som först beskrevs av C.-k. Yang 1999.  Baliga pterostigma ingår i släktet Baliga och familjen myrlejonsländor. Inga underarter finns listade i Catalogue of Life.